# Aurora (comté de Cayuga, New York)
Pour les articles homonymes, voir Aurora.
Aurora est un village situé dans le comté de Cayuga, dans l' État de New York, aux États-Unis. En 2010, il comptait une population de 724 habitants, estimée au 1er juillet 2016 à 672 habitants.

## Démographie
Lors du recensement de 2010, le village comptait une population de 724 habitants. Elle est estimée, en 2016, à 672 habitants.